# Russell County (Kansas)
Russell County is een county in de Amerikaanse staat Kansas.
De county heeft een landoppervlakte van 2.291 km² en telt 7.370 inwoners (volkstelling 2000). De hoofdplaats is Russell.